# Waals Parlement (samenstelling 1995-1999)
Deze lijst geeft de samenstelling weer van het Waals Parlement tussen 1995 en 1999. De legislatuur liep van 6 juni 1995 tot 21 mei 1999 en volgde uit de Waalse verkiezingen van 21 mei 1995.
Het Waals Parlement telt 75 leden. De Franstalige leden van het parlement zetelen tevens in het Parlement van de Franstalige Gemeenschap en de Duitstalige leden van het parlement zetelen in het Parlement van de Duitstalige Gemeenschap.
Tijdens deze legislatuur was de Regering-Collignon II in functie, steunend op een meerderheid van PS en PSC. De oppositie bestond dus uit PRL-FDF, Ecolo en FN.

## Samenstelling
| Begin legislatuur (1995) | Begin legislatuur (1995) | Begin legislatuur (1995) | Einde legislatuur (1999) | Einde legislatuur (1999) | Einde legislatuur (1999) |
| Fractie                  | Fractie                  | Zetels                   | Fractie                  | Fractie                  | Zetels                   |
| ------------------------ | ------------------------ | ------------------------ | ------------------------ | ------------------------ | ------------------------ |
|                          | PS                       | 30                       |                          | PS                       | 30                       |
|                          | PRL-FDF                  | 19                       |                          | PRL-FDF                  | 19                       |
|                          | PSC                      | 16                       |                          | PSC                      | 16                       |
|                          | Ecolo                    | 8                        |                          | Ecolo                    | 8                        |
|                          | Front National           | 2                        |                          | Front National           | 1                        |
|                          |                          |                          |                          | PCN                      | 1                        |

Wijzigingen in fractiesamenstelling:
- In 1996 verlaat Jacques Hubert de FN-fractie. Hij treedt toe tot de PCN en wordt het enige lid van de PCN-fractie.

## Lijst van de Waalse Parlementsleden
| Volksvertegenwoordiger         | Kieskring                | Fractie | Opmerkingen |
| ------------------------------ | ------------------------ | ------- | --- |
| Maurice Bayenet                | Dinant-Philippeville     | PS      | Voorzitter van de PS-fractie vanaf 20 juni 1995. |
| Yvon Biefnot                   | Bergen                   | PS      | Parlementsvoorzitter vanaf 13 maart 1997. |
| Maurice Bodson                 | Zinnik                   | PS      | Vervangt vanaf 31 juli 1995 Willy Taminiaux, die minister in de Waalse Regering wordt.                                                                             |
| Willy Burgeon                  | Thuin                    | PS      | Secretaris. |
| Jacques Chabot                 | Hoei-Borgworm            | PS      | Vervangt vanaf 29 april 1998 Henri Mouton, die op pensioen gaat.                                                                                                   |
| Michel Deffet                  | Luik                     | PS      | Vervangt vanaf 31 juli 1995 Jean-Maurice Dehousse, die voltijds burgemeester van Luik wordt.                                                                       |
| Freddy Deghilage               | Bergen                   | PS      | Voorzitter van de commissie Ruimtelijke Ordening, Stedenbouw, Erfgoed, Transport en Openbare Werken.                                                               |
| Maurice Dehu                   | Nijvel                   | PS      | |
| Nicole Docq                    | Namen                    | PS      | Vervangt vanaf 18 oktober 1995 de overleden Gérard Jaumain. Jaumain zelf verving van 31 juli tot 24 september 1995 minister in de Waalse Regering Bernard Anselme. |
| Didier Donfut                  | Bergen                   | PS      | Voorzitter van de commissie Leefmilieu en Natuurlijke Bronnen. |
| Christian Dupont               | Charleroi                | PS      | |
| Paul Ficheroulle               | Charleroi                | PS      | Vervangt vanaf 31 juli 1995 Jean-Claude Van Cauwenberghe, die minister in de Waalse Regering wordt.                                                                |
| Gil Gilles                     | Namen                    | PS      | |
| Gustave Hofman                 | Luik                     | PS      | Secretaris. |
| Jean-François Istasse          | Verviers                 | PS      | Vervangt vanaf 27 juni 1995 Yvan Ylieff, die minister in de Federale regering wordt.                                                                               |
| Jean-Marie Léonard             | Luik                     | PS      | |
| Léon Malisoux                  | Namen                    | PS      | |
| Christian Massy                | Doornik-Aat-Moeskroen    | PS      | |
| Guy Mathot                     | Luik                     | PS      | |
| Marc Melin                     | Hoei-Borgworm            | PS      | Vervangt vanaf 31 juli 1995 Robert Collignon, die minister in de Waalse Regering wordt.                                                                            |
| Jean Namotte                   | Luik                     | PS      | |
| Jean-Pierre Perdieu            | Doornik-Aat-Moeskroen    | PS      | |
| Francis Poty                   | Charleroi                | PS      | |
| Anne-Marie Salmon-Verbayst     | Charleroi                | PS      | |
| Jacques Santkin                | Aarlen-Marche-Bastenaken | PS      | |
| Guy Spitaels                   | Doornik-Aat-Moeskroen    | PS      | Parlementsvoorzitter tot 27 februari 1997. |
| Micheline Toussaint-Richardeau | Hoei-Borgworm            | PS      | |
| Jean-Paul Vancrombruggen       | Zinnik                   | PS      | |
| Léon Walry                     | Nijvel                   | PS      | Secretaris. |
| Maggy Yerna                    | Luik                     | PS      | |
| Chantal Bertouille             | Doornik-Aat-Moeskroen    | PRL     | |
| Olivier Chastel                | Charleroi                | PRL     | Vervangt vanaf 21 oktober 1998 Etienne Knoops, die uit de nationale politiek stapt.                                                                                |
| Jean-Pierre Dardenne           | Aarlen-Marche-Bastenaken | PRL     | Vervangt vanaf 6 juni 1995 Jean Bock, die lid wordt van de Belgische Senaat.                                                                                       |
| Arnaud Decléty                 | Doornik-Aat-Moeskroen    | PRL     | |
| Daniel Ducarme                 | Thuin                    | PRL     | |
| Alfred Evers                   | Verviers                 | PRL     | |
| Michel Foret                   | Luik                     | PRL     | Voorzitter van de commissie Economie, KMO's, Landbouw, Buitenlandse Handel en Toerisme.                                                                            |
| Pierre Hazette                 | Hoei-Borgworm            | PRL     | |
| Raymond Hinnekens              | Bergen                   | PRL     | |
| Joseph Houssa                  | Verviers                 | PRL     | |
| Serge Kubla                    | Nijvel                   | PRL     | Voorzitter van de PRL-FDF-fractie. |
| Gérard Mathieu                 | Neufchâteau-Virton       | PRL     | Secretaris vanaf 15 januari 1997. |
| Marcel Neven                   | Luik                     | PRL     | |
| Guy Pierard                    | Zinnik                   | PRL     | Voorzitter van de commissie Binnenlandse Aangelegenheden en Ambtenarenzaken.                                                                                       |
| Guy Saulmont                   | Dinant-Philippeville     | PRL     | |
| Annie Servais-Thysen           | Luik                     | PRL     | Vervangt vanaf 7 november 1995 Philippe Monfils, die lid wordt van het Europees Parlement.                                                                         |
| Jean-Marie Severin             | Namen                    | PRL     | Ondervoorzitter. |
| Jean-Paul Wahl                 | Nijvel                   | PRL     | |
| Raymond Willems                | Nijvel                   | PRL     | Vervangt vanaf 15 januari 1997 Charles Aubecq, die voltijds burgemeester van Nijvel wordt. Aubecq was secretaris tot 15 januari 1997.                              |
| André Antoine                  | Nijvel                   | PSC     | |
| Michel Barbeaux                | Dinant-Philippeville     | PSC     | Vervangt vanaf 31 juli 1995 Michel Lebrun, die minister in de Waalse Regering wordt.                                                                               |
| André Bouchat                  | Aarlen-Marche-Bastenaken | PSC     | Vervangt vanaf 31 juli 1995 Guy Lutgen, die minister in de Waalse Regering wordt.                                                                                  |
| Philippe Charlier              | Charleroi                | PSC     | |
| Dominique Cogels-Le Grelle     | Bergen                   | PSC     | |
| Anne-Marie Corbisier-Hagon     | Charleroi                | PSC     | |
| Jacques Étienne                | Namen                    | PSC     | |
| Jean-Pierre Grafé              | Luik                     | PSC     | Werd van 31 juli 1995 tot 11 december 1996 als minister in de Waalse Regering vervangen door Anne-Michèle Hannon.                                                  |
| Ghislain Hiance                | Luik                     | PSC     | Secretaris. |
| Guy Hollogne                   | Zinnik                   | PSC     | Voorzitter van de commissie Sociale Actie, Huisvesting en Gezondheid.                                                                                              |
| Albert Liénard                 | Bergen                   | PSC     | Ondervoorzitter tot 16 oktober 1996 en voorzitter van de PSC-fractie vanaf 16 oktober 1996.                                                                        |
| Pierre Scharff                 | Neufchâteau-Virton       | PSC     | Voorzitter van de commissie Technologische Ontwikkeling, Onderzoek, Werk en Opleiding.                                                                             |
| Georges Sénéca                 | Doornik-Aat-Moeskroen    | PSC     | |
| Cyrille Tahay                  | Luik                     | PSC     | |
| René Thissen                   | Verviers                 | PSC     | Voorzitter van de commissie Begroting, Algemene Zaken en Buitenlandse Betrekkingen.                                                                                |
| Pierre Wintgens                | Verviers                 | PSC     | Voorzitter van de PSC-fractie van 20 juni 1995 tot 16 oktober 1996 en ondervoorzitter vanaf 16 oktober 1996.                                                       |
| Bernard Baille                 | Thuin                    | Ecolo   | |
| Marcel Cheron                  | Nijvel                   | Ecolo   | |
| José Daras                     | Luik                     | Ecolo   | Voorzitter van de Ecolo-fractie. |
| Xavier Desgain                 | Charleroi                | Ecolo   | |
| Daniel Marchant                | Namen                    | Ecolo   | |
| Nicole Maréchal                | Luik                     | Ecolo   | |
| Daniel Smeets                  | Verviers                 | Ecolo   | |
| Jean-Paul Snappe               | Doornik-Aat-Moeskroen    | Ecolo   | Secretaris. |
| Jacques Hubert                 | Charleroi                | FN      | Zetelt vanaf 7 mei 1996 in de PCN-fractie. |
| Alain Sadaune                  | Charleroi                | FN      | |